# Nicky Ryan
Nicky Ryan (Dublino, 1949) è un manager e produttore musicale irlandese per la cantante Enya.
Precedentemente fu manager del gruppo irlandese Clannad, la band di cui Enya faceva parte. Nel 1982, quando Nicky Ryan lasciò i Clannad, Enya lo seguì. Nel video documentario Enya - Una Vita nella Musica, Enya afferma che fu Nicky il primo ad avere l'idea di 
utilizzare meglio la sua voce, poiché aveva dei propri tratti distintivi.
Nicky Ryan è sposato con la paroliera di Enya Roma Ryan. Attualmente risiedono in Irlanda ed hanno due figlie, Ebony e Persia. Enya una volta viveva con loro, ma ora vive in Manderley Castle.